# Bożena Borowska
Bożena Borowska (ur. 1962 w Nowogardzie) – polska aktorka teatralna, telewizyjna i filmowa. W styczniu 2013 została odznaczona medalem Zasłużony dla Kultury Polskiej.

## Życiorys
Po ukończeniu liceum plastycznego, za drugim razem dostała się do Państwowej Wyższej Szkoły Teatralnej we Wrocławiu. Studia ukończyła w 1988.
W 1983 zadebiutowała na profesjonalnej scenie Teatru im. Wilama Horzycy w Toruniu w roli Dziewczyny w Kartotece Tadeusza Różewicza w reżyserii Krystyny Meissner oraz jako Mucha-Erynia i Puchacze w spektaklu Muchy Jeana-Paula Sartre’a w reż. Jacka Zembrzuskiego.
Jeszcze podczas studiów w latach 1987-88 grała na deskach Teatru im. C. K. Norwida w Jeleniej Górze w przedstawieniach: Bal w Operze Juliana Tuwima, Człowiek jak człowiek Bertolta Brechta, Biesy Fiodora Dostojewskiego jako Maria Szatow i Praskowia Drozdow oraz Sen nocy letniej Williama Szekspira jako Tytania.
Po studiach dostała angaż w Teatrze im. Wilama Horzycy w Toruniu, gdzie występowała w latach 1988-1991. W roku 1991 związała się z Teatrem Nowym w Poznaniu.
W 1994 była wyróżniona w ogólnopolskim Przeglądzie Piosenki Aktorskiej. W 1995 została odznaczona Medalem Młodej Sztuki za rolę Królowej Anny w sztuce Jacka Kaczmarskiego i Jerzego Satanowskiego pt. Kuglarze i wisielcy w reż. Krzysztofa Zaleskiego w poznańskim Teatrze Nowym.
W 2011 tytułowa kreacja Mary, XVI-wiecznej szkockiej królowej, która pretendowała do tronu Anglii, w dramacie Mary Stuart Wolfganga Hildesheimera, przyniosła jej Srebrną Maskę.
W 2013 zadebiutowała jako reżyserka komedii Seks dla opornych z Marią Pakulnis i Mirosławem Kropielnickiem, która miała swoją premierę w Centrum Kultury w Suchym Lesie.

## Życie prywatne
W 1990 wyszła za mąż za aktora Mirosław Kropielnickiego, z którym ma syna Kacpra (ur. 1992).

### Filmografia
- 1984: 10 minut (etiuda szkolna) - dziewczyna
- 1988: Odejście głodomora (spektakl telewizyjny) - Monika
- 1994: Tośka (spektakl telewizyjny) - przedszkolanka
- 2004–2006: Pierwsza miłość - Sławoniowa
- 2005: M jak miłość - nauczycielka Natalii (odc. 368)
- 2013: Wiśniowy sad (spektakl telewizyjny) - Szarlota
- 2012–2014, 2018: Pierwsza miłość - Mirosława Zielińska
- 2020: Skarbie mój - urzędniczka

### Wybrane role teatralne
- Oszust (Teatr Nowy, Poznań)
- PeepShow (Teatr Nowy, Poznań)
- Rutherford i syn (Teatr Nowy, Poznań)
- Moja Piaf (Teatr Nowy, Poznań)
- Życie to nie teatr (Teatr Nowy, Poznań)
- Dom Bernardy Alba (Teatr Nowy, Poznań)
- Wiśniowy sad (Teatr Nowy, Poznań)
- Ruska Śmierć (Teatr Nowy, Poznań)
- Kochanie, zabiłam nasze koty (Teatr Nowy, Poznań)
- Prezydentki (Teatr Nowy, Poznań)
- O szczytach rozpaczy i uśmiechu stewardessy (Teatr Nowy, Poznań)
- Będzie pani zadowolona, czyli rzecz o ostatnim weselu we wsi Kamyk (Teatr Nowy, Poznań)
- Iwona, księżniczka Burgunda (Teatr Nowy, Poznań)
- Kanapka z człowiekiem (Teatr Nowy, Poznań)